# Monarque de Biak
Myiagra atra
Espèce
Statut de conservation UICN

 NT  : Quasi menacé
Le Monarque de Biak (Myiagra atra) est une espèce d'oiseau de la famille des Monarchidae.

## Répartition
Il est endémique des îles Biak, Numfor et Supiori en Nouvelle-Guinée occidentale.

## Habitat
Il habite les mangroves et les forêts humides de plaine tropicales et subtropicales.
Il est menacé par la perte de son habitat.

## Publication originale
- Meyer, 1874 : Über neue und ungenügend bekannte Vögel von Neu-Guinea und den Inseln der Geelvinksbai. Sitzungsberichte der Kaiserliche Akademie der Wissenschaften in Wien, vol. 69, p. 493-509.